# Дипалладийтригадолиний
Дипалладийтригадолиний — бинарное неорганическое соединение, интерметаллид
палладия и гадолиния
с формулой Gd3Pd2,
кристаллы.

## Получение
- Сплавление стехиометрических количеств чистых веществ:

{\displaystyle {\mathsf {2Pd+3Gd\ {\xrightarrow {882^{o}C}}\ Gd_{3}Pd_{2}}}}

## Физические свойства
Дипалладийтригадолиний образует кристаллы
тетрагональной сингонии,
пространственная группа P 4/mbm,
параметры ячейки a = 0,7864 нм, c = 0,3901 нм, Z = 2,
структура типа силицида урана U3Si2
.
Соединение образуется по перитектической реакции при температуре 882°C.
Является ферромагнетиком.